# وجيه عزيز
وجية عزيز (1961 -) هو ملحن ومغني مصري، بدأ مشوارة الفني في سنة 1988 بعرض مسرحي من تأليف الشاعر فؤاد حدادو تتميز أعمالة بطابع شرقي بسيط حيث تأثر بسيد درويش بجعل منبعها الأول انفعالات وهموم أهل البلد بفئاتهم المختلفة والأخوين رحباني لانهم ظلوا في نظره أصحاب أرقى الكلمات والألحان بين المشاريع الموسيقية العربية.
تتكئ ألحانه دائما على الكلمة، وهو ذو مزاج خاص فيما يتعلق بما يغنيه من أشعار، مفضلا أولئك الذين أسسوا قواميسهم وتيماتهم على حياة وثقافة الشعب المصري بمختلف فئاته. ويذكر وجيه عزيز بالاسم أن الأفضل عنده من الشعراء المصريين في كل العصور هو صلاح جاهين، ومن المعاصرين يفضل علي سلامة.

## حياته
تعود أصول وجيه إلى عائلة متوسطة من الفشن بمحافظة بنى سويف شمال صعيد مصر، يهوى غالبية أعضائها الفن بمختلف أشكاله كالرسم والنحت والتصوير. وعن دوافع اهتمامه بالموسيقي يقول إنه لم يختر أن يكون ملحنا ولا مغنيا ولا أن يحب الموسيقى، وربما تكون الموسيقى هي التي اختارته
بداية ظهور وجيه عزيز الحقيقية كانت سنة 1990 عندما كون فرقته الموسيقية «أوتار مصرية»..و كانت أولى حفلات هذا الفريق على المسرح الصغير بدار الأوبرا المصرية...و بعدها أنضم إلى هذا الفريق الشاعر محمد الناصر وعازف البيانو والموزع هشام نزيه...
سنة 93..تعرف وجيه عزيز على الفنان محمد منير وقدما سوياً أربع أغنيات في ألبوم «الطول واللون والحرية»..و هي: تعلالي - عصفور - صغير السن - هييه...
و بعدها توالت حفلات هذا الفريق على مسارح دار الأوبرا المختلفة وبيت الهراوي والقلعة...و لمدة سبع سنوات متتالية حتى تم حل هذا الفريق بسبب عجزهم عن أيجاد أرضية جديدة لموسيقاهم..
البوم لو بايدي إنتاج سنه 1990 الالبوم فيه 8 اغاني
قام بأصدار ألبومه عام 97 بعنوان «بالليل» من أنتاج صندوق التنمية الثقافية التابع لوزارة الثقافة..و ضم مجموعة من الأغنيات المتميزة مثل: ساكتة ليه..شوية هموم..فنان فقير..و غيرها..
كما قام عام 2004 بإصدار مجموعته الثانية بعنوان «زعلان شوية» بعد أن واجه عدة مشكلات مع الرقابة بسبب جراءة الكلمات ووجود مضامين سياسية بها...
معظم أغاني الألبومين من كلمات شعراء كبار مثل: صلاح جاهين..فؤاد حداد..مجدي نجيب..أيضاً تعاون مع شعراء شبان مثل: محمد ناصر وعلى سلامة..
تم إصدار البوم وجية «ناقص حتة» في الحادي والعشرين من نوفمبر 2007. ويتضمن الالبوم 11 أغنية من الحان وتوزيع وجيه عزيز وكلمات علي سلامة ومجدي نجيب. وتتولى شركة «ميراج» للتسجيلات إصدار الألبوم.
أما عن أعماله في السينما فقد قام بتلحين أغاني فيلم «هيستيريا»..غناء أحمد زكي..أخراج عادل أديب..
أغاني فيلم «المدينة»...إخراج يسري نصر الله
أغاني فيلم «عمر 2000»...غناء: حنان ماضي...إخراج: أحمد عاطف.
كما قام مؤخراً بتلحين أوبريت غنائي بعنوان «الفن ساس» لكورال جمعية أبناء الصعيد من كلمات فؤاد حداد وعرض في مصر وفي أكثر من دولة عربية...

## أعماله
1. زعلان شوية
2. لو تروح
3. فساتين بناتنا
4. قول معايا
5. هيلا هيلا
6. سلم يا عاشق
7. شجر المشمش
8. هو حصل اية
9. لو موصوفلك
10. كان نفسي

وفى عام 2007 اصدر البومة الثالث بعنوان ناقص حتة
1. ناقص حتة
2. من حقنا
3. يمكن اضحك
4. ملناش غير بعض
5. حاجات ومحتاجات
6. عم سالم
7. عيرة
8. بعدين
9. متجرحوش الورد
10. المرايا
11. ساعات المطر

موسيقي تصويرية
1. موسيقي فيلم هيستريا
2. موسيقي فيلم همر 2000
3. موسيقي فيلم المدينة

## وصلات خارجية
- http://www.wagihaziz.com